# Б
Б, б (cursiva Б, б) es la segunda letra del alfabeto cirílico. Está presente en todos los alfabetos de las lenguas eslavas que usan el cirílico y en la mayoría de los otros alfabetos cirílicos.
Orígenes
La letra Б es derivada de la letra beta del alfabeto griego, aunque en el alfabeto cursivo ruso es más parecida a una delta, δ. 
El nombre antiguo de esta letra era buki. No tenía ningún valor numérico.

## Uso
Representa la oclusiva bilabial sonora /b/, aunque en ruso puede también representar una /p/ al final de una sílaba.
Su forma es parecida a la del número 6. No debe confundirse con la letra В, que representa la fricativa labiodental sonora /v/. Y como puede verse a continuación, su minúscula es muy similar a la de la delta griega (δ):

Б mayúscula junto con sus variantes estándar y Serbomacedonia minúsculas

## Tabla de códigos
| Codificación de caracteres |           | Decimal | Hexadecimal | Octal  | Binario             |
| -------------------------- | --------- | ------- | ----------- | ------ | ------------------- |
| Unicode                    | Mayúscula | 1041    | 0411        | 002021 | 0000 0100 0001 0001 |
| Unicode                    | Minúscula | 1073    | 0431        | 002061 | 0000 0100 0011 0001 |
| ISO 8859-5                 | Mayúscula | 177     | B1          | 261    | 1011 0001           |
| ISO 8859-5                 | Minúscula | 209     | D1          | 321    | 1101 0001           |
| KOI 8                      | Mayúscula | 226     | E2          | 342    | 1110 0010           |
| KOI 8                      | Minúscula | 194     | C2          | 302    | 1100 0010           |
| Windows 1251               | Mayúscula | 193     | C1          | 301    | 1100 0001           |
| Windows 1251               | Minúscula | 225     | E1          | 341    | 1110 0001           |
Sus entidades HTML son: &#1041; o &#x411; para las mayúsculas y &#1073; o &#x431; para las minúsculas.
- Datos: Q16291
- Multimedia: Cyrillic Be / Q16291